# Sala El Farol

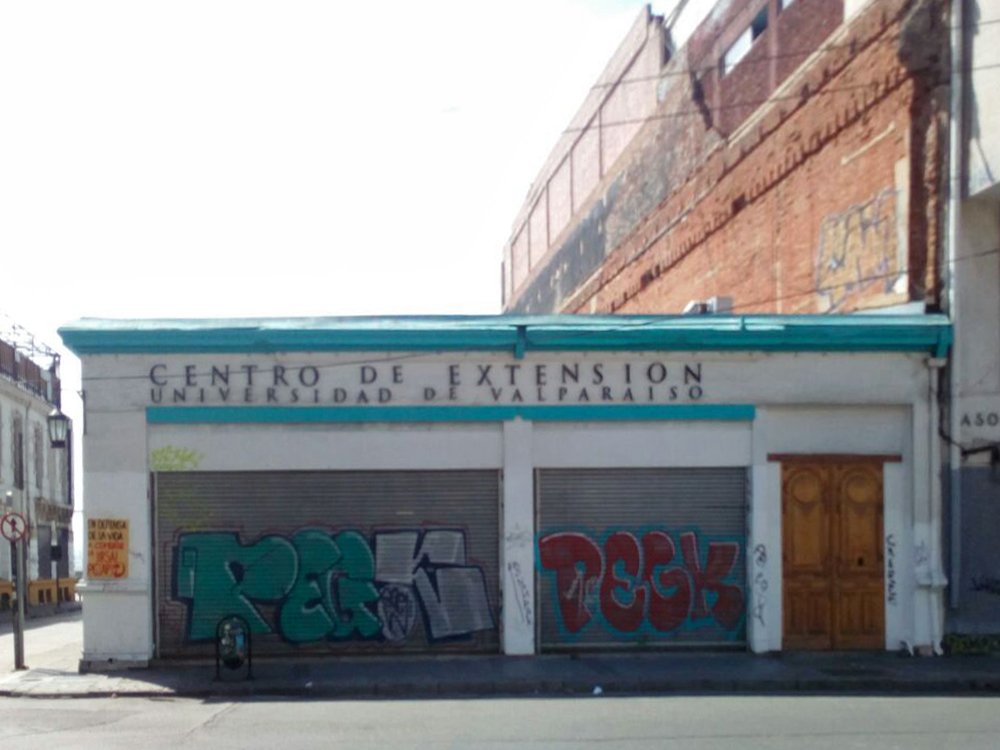
Centro de Extensión de la Universidad (Blanco 1113, Valparaíso). Sede de la Radio Valentín Letelier y de las salas El Farol, Rubén Darío y Musicámara

La Sala El Farol o Sala de Artes Visuales El Farol, pertenece a la dirección de Extensión y Comunicaciones de la Universidad de Valparaíso, está dedicada a la difusión de artista emergentes o consagrados, sus dependencias se encuentran compartidas con la Sala Rubén Darío. Y Están ubicadas en Calle Blanco #1113, Valparaíso.

## Historia
Desde hace 4 décadas las artes visuales han tenido en la Sala El Farol un lugar propicio para la realización de exposiciones en Valparaíso. Su ubicación (en el corazón de la ciudad), tradición y permanente programación la constituyen en un centro de gran relevancia, que junto con poner en vitrina a creadores emergentes y consagrados, ha sido el escenario principal del Concurso Nacional de Arte Joven, que con sus 43 versiones se erige como un referente ineludible a nivel nacional. 
La trayectoria le ha valido el reconocimiento de artistas y diversas entidades, como el de la organización de Ciudadanos por Valparaíso, que nombró recientemente a la Sala El Farol como un lugar valioso de la ciudad.